# Aframomum longiscapum
Aframomum longiscapum är en enhjärtbladig växtart som först beskrevs av Joseph Dalton Hooker, och fick sitt nu gällande namn av Karl Moritz Schumann. Aframomum longiscapum ingår i släktet Aframomum och familjen Zingiberaceae. Inga underarter finns listade i Catalogue of Life.